# Eudorylaimus aff. subjunctus
Eudorylaimus aff. subjunctus är en rundmaskart. Eudorylaimus aff. subjunctus ingår i släktet Eudorylaimus, och familjen Qudsianematidae. Arten är reproducerande i Sverige.